# Franzisca Radke
Franzisca Radke (Aquisgrán 1892 - Boppard del Rhin 1985). fue una filóloga y educadora alemana, que se destacó por sus aportes a la educación colombiana.

## Biografía
Se formó en las universidades de Bonn, Berlín y Marburgo donde se especializó en alemán y francés, con estudios en geografía, y se doctoró en filosofía.
Formó parte de la segunda Misión Pedagógica Alemana que el gobierno colombiano trajo al país entre 1927 y 1935, siendo pionera en la organización del sistema educativo colombiano que impulsó la profesionalización de la carrera docente.  Participó en la creación del Instituto Pedagógico Nacional Femenino en 1927 en reemplazó la Escuela Normal Femenina del Estado de Cundinamarca donde se encargó de la organización académica del Instituto, y también buscó condiciones más dignas para las estudiantes.Entre 1927 y 1929, se construyó la edificación donde se inició la preparación de maestras para primaria en la que se formaron más de 300 profesoras. Radke Viaja a Alemania en 1936 donde dirigió la Escuela secundaria estatal para niñas y regresa a Colombia en 1952. Posteriormente funda Universidad Pedagógica Nacional Femenina en el año de 1955 que dirige hasta 1957 cuando vuelve a Alemania. Fue la primera rectora de estas instituciones que en la actualidad son el Instituto Pedagógico Nacional y a partir de 1962 la Universidad Pedagógica Nacional.
Radke trajo al país la pedagogía, como disciplina fundacional de la profesión docente y la Escuela Activa, en la que los educadores son y enseñan a ser creativos, luchan contra la educación memorística y enseñan a innovar y participar. Además, enseña la psicología social, relacionada con la orientación profesional y la educación de personas especiales y también hace énfasis en los derechos de la mujer, sus capacidades y compromisos con la sociedad. Considerada precursora de la lucha por los derechos de igualdad de género en Colombia. Su preocupación manifiesta por la educación de las mujeres a partir de la difusión de los derechos civiles y haber planteado ante los administradores de la educación que la enseñanza debía tener un contenido propio, surgido del conocimiento de los contextos económico, social y político del país, fueron otros de sus grandes aportes. Murió en  Boppard del Rhin el 13 de julio de 1985.

## Reconocimientos y homenajes
Recibió la Cruz del Mérito Federal por parte del gobierno alemán, y la Medalla de la Orden Lasallista del Mérito Educativo del gobierno colombiano.
En su honor se creó en 1991 la Fundación Francisca Radke para el desarrollo de la Universidad Pedagógica Nacional por un grupo encabezado por el entonces rector Galo Armando Burbano López. En 1997 esta fundación creó el Premio Nacional de Educación Francisca Radke.